# Франсуа, Самсон Паскаль
Самсо́н Паска́ль Франсуа́ (фр. Samson Pascal François; 18 мая 1924, Франкфурт-на-Майне — 22 октября 1970, Париж) — французский пианист.
Сын сотрудника французского консульства во Франкфурте, Франсуа провёл детство в разных странах. В шестилетнем возрасте в Италии его заметил и дал ему несколько уроков композитор Пьетро Масканьи. Затем Франсуа учился в Белграде у Чирила Личара, а в 1932—1937 гг. в консерватории в Ницце, откуда Альфред Корто пригласил его в 1935 г. в Париж, где наставниками Самсона Франсуа стали Маргерит Лонг и Ивонн Лефебюр. В 1940 г. он окончил курс в Парижской консерватории первым в выпуске.
Слава Франсуа началась в 1943 г. с победы в первом розыгрыше Международного конкурса пианистов, проведённого по инициативе его наставницы Маргерит Лонг. Затем последовали гастроли в США, где Франсуа с огромным успехом исполнил Пятый концерт для фортепиано с оркестром Прокофьева (дирижировал Леонард Бернстайн). В 1956 г. Франсуа стал одним из первых западноевропейских музыкантов, приехавших с гастролями в СССР, в 1961 г. гастролировал в Советском Союзе снова, вызвав сочувственный отзыв Григория Когана: «Его игра полна поэзии и обаяния; естественно и грациозно „кружатся“ пассажи, „произносятся“ задумчивые речитативы. Техника пианиста превосходна, рояль звучит у него мягко и красиво». В 1964 г. Франсуа был первым музыкантом Запада, выступавшим в Китае после 30-летнего перерыва.
Самсон Франсуа был известен, прежде всего, как выдающийся интерпретатор Шопена и Шумана, хотя отдал значительную дань и постромантической музыке в лице Равеля и Дебюсси. Его богемный образ жизни, пристрастие к ночным клубам, джазовым вечеринкам и т. п. сделали его и заметной светской фигурой. Франсуа также пробовал себя в композиции, сочинив для собственного исполнения Концерт для фортепиано (1951).
Американский музыкальный критик Джон Белл Янг назвал Самсона Франсуа, наряду с Лонг и Корто, самым влиятельным пианистом послевоенной Франции, музыкантом, «замечательным своей бескомпромиссной цельностью и исключительностью прозрений». Франсуа оказал влияние на манеру ряда послевоенных пианистов, прежде всего на Маурицио Поллини. Биография Самсона Франсуа написана его сыном.